# Morris Trachsler
Morris Trachsler (* 15. Juli 1984 in Zürich) ist ein ehemaliger Schweizer Eishockeyspieler. 2013 wurde er Vizeweltmeister und 2014 mit den ZSC Lions Schweizer Meister.

## Karriere
Morris Trachsler begann seine Karriere als Eishockeyspieler in der Jugendabteilung des SC Rapperswil-Jona. Seit 2001 spielt er bei den ZSC Lions, für die er von 2003 bis 2005 in der Nationalliga A aktiv war, nachdem er zunächst für deren Farmteam GCK Lions in der Nationalliga B gespielt hatte. Bei den ZSC Lions konnte er sich nicht endgültig durchsetzen, so dass er zur Saison 2005/06 zu deren Ligarivalen Genève-Servette HC wechselte. Dort erspielte er sich einen Stammplatz in deren NLA-Team und wurde als Spieler der Genfer zum A-Nationalspieler.   
Trachsler hat die Matura und studiert an der Universität Genf Psychologie. Im Dezember 2011 unterzeichnete er einen Dreijahresvertrag mit Gültigkeit ab der Saison 2012/13 bei den ZSC Lions, mit denen er 2014 Schweizer Meister wurde. Auch nach Ablauf dieses ersten Kontraktes spielt er weiter für die Zürcher in der NLA. Nach dem enttäuschenden Abschneiden der Lions in der Saison 2016/17 mit der Viertelfinal-Niederlage gegen den HC Lugano erhielt Trachsler keinen neuen Vertrag bei den Zürchern. In der Saisonpause unterschrieb er einen Zweijahresvertrag beim EHC Kloten, verliess den Club jedoch nach dem Abstieg in die zweite Spielklasse im April 2018. Anfang November 2018 gab er seinen Rückzug aus dem Leistungssport bekannt.

### International
Für die Schweiz nahm Trachsler an der U20-Junioren-Weltmeisterschaft 2004, sowie den Weltmeisterschaften 2010, 2011 und 2012 teil.
Bei der Weltmeisterschaft 2013 in Stockholm und Helsinki war er erneut Teil der Nationalmannschaft und errang mit dieser die Silbermedaille. Anschließend spielte er bei den Olympischen Winterspielen 2014 in Sotschi und der Weltmeisterschaft 2015 für die Eidgenossen. Er bestritt insgesamt 104 A-Länderspiele.

## Erfolge und Auszeichnungen
- 2013 Silbermedaille bei der Weltmeisterschaft
- 2014 Schweizer Meister mit den ZSC Lions

## Karrierestatistik

### International
Vertrat die Schweiz bei:
- U20-Junioren-Weltmeisterschaft 2004
- Weltmeisterschaft 2010
- Weltmeisterschaft 2011
- Weltmeisterschaft 2012
- Weltmeisterschaft 2013
- Olympische Winterspiele 2014
- Weltmeisterschaft 2015

(Legende zur Spielerstatistik: Sp oder GP = absolvierte Spiele; T oder G = erzielte Tore; V oder A = erzielte Assists; Pkt oder Pts = erzielte Scorerpunkte; SM oder PIM = erhaltene Strafminuten; +/− = Plus/Minus-Bilanz; PP = erzielte Überzahltore; SH = erzielte Unterzahltore; GW = erzielte Siegtore; 1 Play-downs/Relegation; Kursiv: Statistik nicht vollständig)